# Пескијера Боромео
Пескијера Боромео (итал. Peschiera Borromeo) је насеље у Италији у округу Милано, региону Ломбардија.
Према процени из 2015. у насељу је живело 23.171 становника. Насеље се налази на надморској висини од 103 м.

## Становништво
Према резултатима пописа становништва 2011. у општини је живело 22.254 становника.
| 1931. | 1936. | 1951. | 1961. | 1971. | 1981.  | 1991.  | 2001.  | 2011.  |
| ----- | ----- | ----- | ----- | ----- | ------ | ------ | ------ | ------ |
| 3.087 | 3.219 | 3.759 | 4.892 | 8.053 | 13.353 | 18.539 | 20.264 | 22.254 |